# Bumetopia sakishimana
Bumetopia sakishimana är en skalbaggsart. Bumetopia sakishimana ingår i släktet Bumetopia och familjen långhorningar. Utöver nominatformen finns också underarten B. s. ishigaki.